# Vitālijs Astafjevs
Vitālijs Astafjevs (* 3. April 1971 in Riga; russisch Виталий Астафьев, Vitalij Astafjew) ist ein ehemaliger lettischer Fußballspieler und ehemaliger Kapitän der lettischen Nationalmannschaft sowie deren Rekordspieler. Bis 2017 war er zudem europäischer Rekordnationalspieler.

## Karriere
Seine Karriere begann er bei Skonto Riga. Von dort wechselte er in der Saison 1996/97 zu FK Austria Wien, wo er jedoch nur eine Saison blieb, bevor er wieder zum Skonto Riga ging. Von 1999 an spielte er vier Jahre für Bristol Rovers, ging von da aus zu Admira Wacker, Rubin Kasan, Olimps Riga, FK Ventspils und spielt aktuell wieder beim Skonto FC.
Sein erstes Länderspiel bestritt er am 26. August 1992 gegen Dänemark in der WM-Qualifikation (0:0), sein erstes Tor für die Nationalmannschaft gelang ihm am 2. Juli 1993 beim Baltic Cup gegen Estland (Endstand 2:0). Mit der Nationalmannschaft feierte er im Jahr 2004 seinen bisher größten Erfolg, als sich das baltische Team erstmals für eine Fußball-Europameisterschaft qualifizieren konnte, wo er in den drei Spielen gegen Tschechien, Deutschland und die Niederlande zum Einsatz kam. Er spielt zumeist auf der linken Abwehrseite oder im linken Mittelfeld.
Am 9. Oktober 1999 stellte er den Vorkriegsrekord von Ēriks Pētersons ein, der zwischen 1929 und 1939 auf 63 Spiele gekommen war und überbot ihn am 2. Februar 2000 mit seinem 64. Spiel. Seitdem ist er alleiniger  Rekord-Nationalspieler der lettischen Nationalmannschaft. Sein 150. Spiel machte er am 12. November 2008 gegen Estland (Endstand 1:1). In diesen Einsätzen schoss er 16 Tore. Am 14. Oktober 2009 stellte er mit seinem 157. Spiel im Spiel gegen Moldawien den Europarekord von Martin Reim ein und überbot ihn am 14. November 2009 mit seinem 158. Spiel, das mit 1:2 gegen Honduras verloren wurde. Er konnte den Rekord bis auf 167 Länderspiele ausbauen, bis er am 17. November 2010 sein letztes Spiel gegen China bestritt. Nach diesem Spiel beendete er seine Länderspielkarriere.